# Stazione di Lodano
La stazione di Lodano della Ferrovie Autolinee Regionali Ticinesi (FART) è stata una stazione ferroviaria, passante della ex ferrovia Locarno-Ponte Brolla-Bignasco ("Valmaggina") chiusa il 28 novembre 1965.

## Storia
La stazione venne aperta nel 1907 insieme alla linea e venne chiusa nel 28 novembre 1965.
Fino al 1951 era dotata di un fabbricato viaggiatori analogo a quello di altre stazioni della linea (es. la vicina Maggia) ed era posta più a nord dell'attuale.
Nel 1972 il piazzale dei binari della stazione venne costruita l'attuale strada che collega Lodano e la cantonale, insieme ad un tratto di ferrovia fino a Coglio-Giumaglio.

## Strutture e impianti
Era composto da un piccolo fabbricato viaggiatori con due binari. Ad oggi (2014) rimane solo il fabbricato mentre i due binari vennero smantellati. È una delle tre stazioni della linea ancora esistenti.